# 대한민국 민법 제167조
대한민국 민법 제167조는 소멸시효의 소급효에 대한 민법총칙 조문이다. 

## 조문
제167조(소멸시효의 소급효) 소멸시효는 그 기산일에 소급하여 효력이 생긴다.

第167條(消滅時效의 遡及效) 消滅時效는 그 起算日에 遡及하여 效力이 생긴다.

Article 167(Retroactive Effect of Statute of Limitations) The statute of limitations takes effect retroactively to when the clock first ran.

## 참고 문헌
- 오현수, 일본민법, 진원사, 2014. ISBN 978-89-6346-345-2
- 오세경, 대법전, 법전출판사, 2014 ISBN 978-89-262-1027-7
- 이준현, LOGOS 민법 조문판례집, 미래가치, 2015. ISBN 979-1-155-02086-9